# The 40/40 Club
The 40/40 Club – sieć amerykańskich barów sportowych, których właścicielem jest raper Jay-Z i jego biznesowi partnerzy, Desiree Gonzalez i Juan Pérez. Nazwa zaczerpnięta została od baseballowego terminu, używanego do wyróżnienia nielicznej grupy graczy Major League Baseball, którzy zdołali uzyskać w jednym sezonie 40 skradzionych baz i 40 uderzeń umożliwiających pałkarzowi przebiegnięcie wszystkich czterech baz.

## Historia
18 czerwca 2003 został otwarty pierwszy 40/40 Club w Nowym Jorku, a 25 października 2005 roku w Atlantic City. Trzeci 40/40 Club znajdował się w luksusowym hotelu The Palazzo w Las Vegas, a jego wielkie otwarcie nastąpiło 30 grudnia 2007 roku. 
Sieć znana jest z granej na żywo muzyki, patronatu gwiazd oraz licznych pamiątek sportowych. Kluby rozsławił Jay-Z, odnosząc się do nich w piosence "Dirt off Your Shoulder" z 2003 roku: "Now you chillin' with a boss bitch of course, SC on the sleeve / at the 40/40 club ESPN on the screen". 
Koszykarz LeBron James świętował swoje urodziny podczas wielkiego otwarcia 40/40 Club w Las Vegas. Chris Brown urządził w nowojorskim 40/40 Club zamkniętą imprezę urodzinową. Została ona przedstawiona w jednym z odcinków programu MTV My Super Sweet 16, którego tytuł został specjalnie zmieniony na My Super Sweet 18 (Brown świętował wtedy 18. urodziny). W nowojorskim 40/40 nakręcony został również teledysk do "Like That" Memphisa Bleeka. 

## Zamknięcie klubu w Vegas
Spekulacje na temat zamknięcia klubu krążyły w niektórych mediach przez kilka miesięcy, a jego właściciel, Jay-Z, nie komentował tych doniesień. Klub po raz ostatni otwarty był 28 sierpnia 2008 roku. Następnie okupowana przez niego przestrzeń została ponownie przejęta przez hotel i szybko zmieniona w salon sportowy, prowadzony przez pracowników The Palazzo przez kolejny rok. Przestrzeń została sprzedana Emerilowi Legasse'owi i znana jest obecnie jako Emeril's Stadium. W obiekcie nie przeprowadzono żadnych dużych zmian poza usunięciem wszelkich symboli 40/40.

## Nowojorski 40/40 Club
Kilku pracowników nowojorskiego 40/40 złożyło pozew do sądu przeciwko właścicielom, zarzucając im, że nie otrzymywali zapłaty za swoją pracę. Michael DiMattia, który reprezentował w sądzie Jaya-Z również złożył przeciw niemu pozew oskarżając go o niewypłacenie należnych za pracę pieniędzy. Twierdził: "Nie otrzymywałem zapłaty od 2008 roku i mimo iż pan Carter zarobił w zeszłym roku ponad 80 milionów dolarów, do tej pory nie zapłacił za moje usługi.".